# 셰인 블랙
셰인 블랙(영어: Shane Black, 1961년 12월 16일 ~ )은 미국의 영화 감독, 각본가, 배우이다. 《리썰 웨폰》(1987)의 각본가로 데뷔했으며, 《키스 키스 뱅뱅》(2005)이 그의 첫 감독 작품이다. 한국에는 마블 코믹스 원작의 슈퍼 히어로 영화 《아이언맨 3》(2013)의 감독으로 유명하다. 《프레데터》(1987)에서는 배우로 출연하기도 했었다.

## 작품 목록
- 리썰 웨폰(1987)
- 리썰 웨폰 2(1989)
- 마지막 보이스카웃(1991)
- 리썰 웨폰 3(1992)
- 라스트 액션 히어로(1993)
- 롱 키스 굿나잇(1996)
- 리썰 웨폰 4(1998)
- 키스 키스 뱅뱅(2005)
- 아이언맨 3(2013)
- 나이스 가이즈(2016)
- 리썰 웨폰 (드라마)(2016)

## 뎉부 2018)링크
- (영어) 셰인 블랙 - 인터넷 영화 데이터베이스